# San Felipe (khu tự quản)
San Felipe là một khu tự quản thuộc bang Yaracuy, Venezuela. Thủ phủ của khu tự quản San Felipe đóng tại San Felipe. Khự tự quản San Felipe có diện tích 472 km2, dân số theo điều tra dân số ngày 21 tháng 10 năm 2001 là 86169 người.